# Олександрівські торгові ряди
Олександрівські торгові ряди (рос. Александровские торговые ряды) — пам'ятка архітектури XIX століття у Таганрозі. Будівництво велось в 1840-х роках, автор проекту — італійський архітектор М.А. Кампіньоні.
Спочатку цей архітектурний ансамбль складався з двох однакових одноповерхових будівель, наполовину оточуючих Олександрівську (нині - Червону) площу. Архітектурний ансамбль торгових рядів ділить навпіл вулиця Чехова.
Увігнуті фасади являють собою суцільні високі галерейні аркади зі строгими доричними колонами. Глибоко в отворах між колонами раніше розташовувалися магазини, у кожного з яких були двері і два вікна. Задні двері вели в просторий двір. У високому цоколі перебували входи в глибокі підвали. Безперервна лінія ступенів галереї, а також масивний антаблемент вінчали спорудження, підкреслюючи цілісність всього ансамблю. Александрівські ряди більш нагадували античний храм, ніж торгову споруда. Вкрай праве торгове місце біля (Соборного), нині - Червоного провулка в 1874-1876 роках орендував Павло Єгорович Чехов, батько А.П. Чехова. Дядя великого письменника, Іван Лобода, також мав там свій магазин. Оскільки деякі з лав були порожні, торгова діяльність була зосереджена в правій частині рядів, інші приміщення здавалися під житло (ліва сторона вулиці Чехова, № 107-119).
У 1911 році цілісність правої галереї була порушена під час будівництва двоповерхової будівлі магазину шкіряних виробів (вул. Чехова, 98). У 1921 році над колишнім магазином П.Є. Чехова встановлена скульптурна композиція "Союз робітників і селян" скульптора Яна Навратіл. У 1966 році, в ході ремонтних робіт прибрана з будівлі.
У 1935 році, до 75-річчя від дня народження А.П. Чехова територія рядів була перетворена на громадську площу. Під час Другої світової війни будівля пошкоджена бомбою; багато отворів закладено цеглою. Неушкоджені приміщення все ще знаходяться у використанні.
У 1960 році, до 100-річного ювілею А.П. Чехова, в Таганрозі, на Червоній площі, навпроти Олександрівських рядів, встановлено пам'ятник письменнику.
Роботи з реставрації Олександрівських рядів завершені в 2007 році.

## Старий та сучасний вигляд

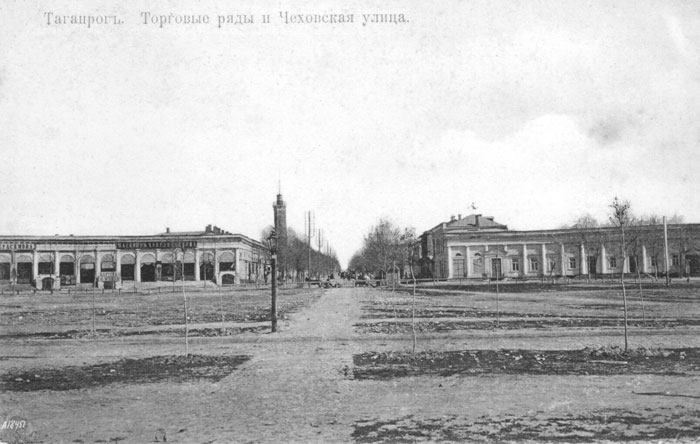
Олександрівські торгові ряди на листівці кінця XIX ст.
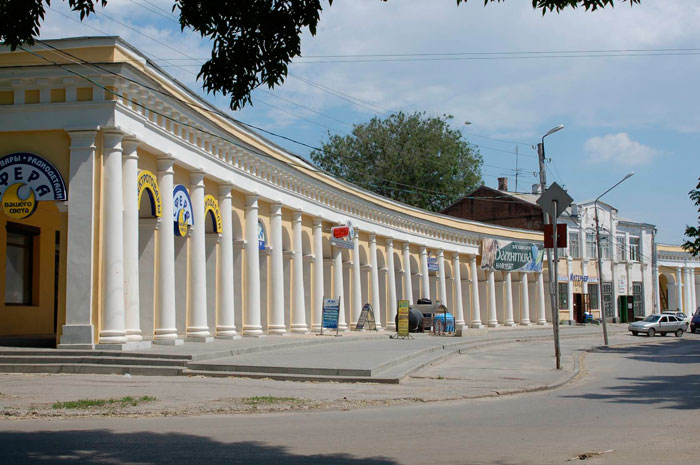
Олександрівські торгові ряди в 2006 році.
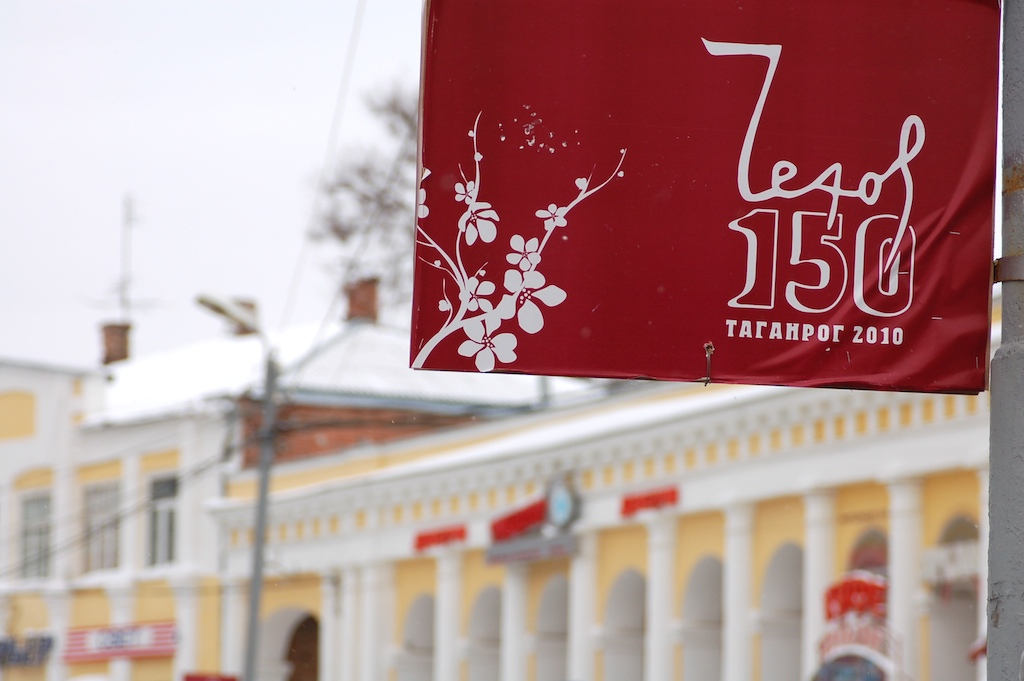
У 2010 році.